# 2. додела Златног глобуса
Друга додела Златних глобуса, у част најбољих остварења у филмском стваралаштву из 1944. године, објављена је у фебруару 1945. и одржана 16. априла 1945. у хотелу Беверли Хилс у Беверли Хилсу, Калифорнија.

## Победници
Додела 2. Златног глобуса одржана је 16. априла 1945. током вечере у сали хотела Беверли Хилс у Беверли Хилсу у Калифорнији. Б.Г. ДеСилва је примио награду за најбољи филм.
| Категорија                        | Филм                 | Режисер     | Добитник/-ица   |
| --------------------------------- | -------------------- | ----------- | --------------- |
| Најбољи филм                      | Идући својим путем   | Лео Макери  |                 |
| Најбољи глумац у главној улози    | Вилсон               | Хенри Кинг  | Александер Нокс |
| Најбоља глумица у главној улози   | Плинска светлост     | Џорџ Кјукор | Ингрид Бергман  |
| Најбољи глумац у споредној улози  | Идући својим путем   | Лео Макери  | Бери Фицџералд  |
| Најбоља глумица у споредној улози | Госпођица Паркингтон | Теј Гарнет  | Агнес Мурхед    |
| Најбољи режисер                   | Идући својим путем   | Лео Макери  |                 |

- Александер Нокс, победник за најбољег глумца у главној улози.
- Ингрид Бергман, победница за најбољу глумицу у главној улози.
- Бери Фицџералд, победник за најбољег глумца у споредној улози.
- Агнес Мурхед, победница за најбољу глумицу у споредној улози.
- Лео Макери, победник за најбољег режисера.